# WTA Tour 1991
Die WTA Tour 1991 (offiziell: Kraft General Foods World Tour 1991) war der 21. Jahrgang der Damentennis-Turnierserie, die von der Women’s Tennis Association veranstaltet wird.
Die Teamwettbewerbe Hopman Cup und Federation Cup sind nicht Bestandteil der Tour, sie werden von der ITF veranstaltet. Hier werden sie dennoch aufgeführt, weil die Spitzenspielerinnen in der Regel dort antreten.

## Turnierplan
| Kategorie          |
| ------------------ |
| Grand Slam         |
| Tour Championships |
| Tier I             |
| Tier II            |
| Tier III           |
| Tier IV & V        |

| Sonstige       |
| -------------- |
| Hopman Cup     |
| Federation Cup |

### Erklärungen
Die Zeichenfolge von z. B. 128E/96Q/64D/32M hat folgende Bedeutung:

128E = 128 Spielerinnen spielen im Einzel

96Q = 96 Spielerinnen spielen die Qualifikation

64D = 64 Paarungen spielen im Doppel

32M = 32 Paarungen spielen im Mixed
zur Datumsangabe: nur Hauptrunde, ohne Qualifikation

### Dezember
| Datum 1 | Turnier                                                                              | Sieger(in)                  | Finalgegner(in)             | Ergebnis |
| ------- | ------------------------------------------------------------------------------------ | --------------------------- | --------------------------- | -------- |
| 24.12.  | Hopman Cup Perth, Australien ITF – 400.000 $ Hartplatz                               | Monica Seles Goran Prpić    | Zina Garrison David Wheaton | 3:0      |
| 31.12.  | Danone Women’s Open Brisbane, Australien Tier IV – 150.000 $ Hartplatz – 56E/29Q/28D | Helena Suková               | Akiko Kijimuta              | 6:4, 6:3 |
| 31.12.  | Danone Women’s Open Brisbane, Australien Tier IV – 150.000 $ Hartplatz – 56E/29Q/28D | Gigi Fernández Jana Novotná | Patty Fendick Helena Suková | 6:3, 6:1 |

### Januar
| Datum 1 | Turnier                                                                                     | Sieger(in)                            | Finalgegner(in)                | Ergebnis      |
| ------- | ------------------------------------------------------------------------------------------- | ------------------------------------- | ------------------------------ | ------------- |
| 07.01.  | The Holden NSW Open Sydney, Australien Tier III – 225.000 $ Hartplatz – 56/32Q/28D          | Jana Novotná                          | Arantxa Sánchez Vicario        | 6:4, 6:2      |
| 07.01.  | The Holden NSW Open Sydney, Australien Tier III – 225.000 $ Hartplatz – 56/32Q/28D          | Arantxa Sánchez Vicario Helena Suková | Gigi Fernández Jana Novotná    | 6:1, 6:4      |
| 14.01.  | Australian Open Melbourne, Australien Grand Slam – 2.000.000 $ Hartplatz – 128E/48Q/64D/32M | Monica Seles                          | Jana Novotná                   | 5:7, 6:3, 6:1 |
| 14.01.  | Australian Open Melbourne, Australien Grand Slam – 2.000.000 $ Hartplatz – 128E/48Q/64D/32M | Patty Fendick Mary Joe Fernández      | Gigi Fernández Jana Novotná    | 7:64, 6:1     |
| 14.01.  | Australian Open Melbourne, Australien Grand Slam – 2.000.000 $ Hartplatz – 128E/48Q/64D/32M | Jo Durie Jeremy Bates                 | Robin White Scott Davis        | 2:6, 6:4, 6:4 |
| 28.01.  | Nutri-Metics Bendon Classic Auckland, Neuseeland Tier V – 100.000 $ Hartplatz – 32E/32Q/16D | Eva Švíglerová                        | Andrea Strnadová               | 6:2, 0:6, 6:1 |
| 28.01.  | Nutri-Metics Bendon Classic Auckland, Neuseeland Tier V – 100.000 $ Hartplatz – 32E/32Q/16D | Patty Fendick Laryssa Sawtschenko     | Jo-Anne Faull Julie Richardson | 6:3, 6:3      |
| 28.01.  | Pan Pacific Open Tokio, Japan Tier II – 350.000 $ Teppich (Halle) – 28E/32Q/16D             | Gabriela Sabatini                     | Martina Navratilova            | 2:6, 6:2, 6:4 |
| 28.01.  | Pan Pacific Open Tokio, Japan Tier II – 350.000 $ Teppich (Halle) – 28E/32Q/16D             | Kathy Jordan Elizabeth Smylie         | Mary Joe Fernández Robin White | 4:6, 6:0, 6:3 |

### Februar
| Datum 1 | Turnier | Siegerin                                  | Finalgegnerin                    | Ergebnis       |
| ------- | --- | ----------------------------------------- | -------------------------------- | -------------- |
| 04.02.  | Fernleaf Butter Classic Wellington, Neuseeland Tier V - 100.000 $ Hartplatz - 32E/27Q/16D                        | Leila Mes’chi                             | Andrea Strnadová                 | 3:6, 7:63, 6:2 |
| 04.02.  | Fernleaf Butter Classic Wellington, Neuseeland Tier V - 100.000 $ Hartplatz - 32E/27Q/16D                        | Jo-Anne Faull Julie Richardson            | Belinda Borneo Clare Wood        | 2:6, 7:5, 7:64 |
| 04.02.  | Oslo Open Oslo, Norwegen Tier V – 75.000 $ Teppich (Halle) – 32E/32Q/16D                                         | Catarina Lindqvist                        | Raffaella Reggi                  | 6:3, 6:0       |
| 04.02.  | Oslo Open Oslo, Norwegen Tier V – 75.000 $ Teppich (Halle) – 32E/32Q/16D                                         | Claudia Kohde-Kilsch Silke Meier          | Sabine Appelmans Raffaella Reggi | 3:6, 6:2, 6:4  |
| 11.02.  | Colorado Tennis Classic Aurora, Vereinigte Staaten Tier V – 100.000 $ Hartplatz (Halle) – 32E/28Q/16D            | Lori McNeil                               | Manon Bollegraf                  | 6:3, 6:4       |
| 11.02.  | Colorado Tennis Classic Aurora, Vereinigte Staaten Tier V – 100.000 $ Hartplatz (Halle) – 32E/28Q/16D            | Lise Gregory Gretchen Magers              | Patty Fendick Lori McNeil        | 6:4, 6:4       |
| 11.02.  | Austrian Tennis Grand Prix Linz, Österreich Tier V – 100.000 $ Teppich (Halle) – 32E/32Q/16D                     | Manuela Maleeva-Fragnière                 | Petra Langrová                   | 6:4, 7:61      |
| 11.02.  | Austrian Tennis Grand Prix Linz, Österreich Tier V – 100.000 $ Teppich (Halle) – 32E/32Q/16D                     | Manuela Maleeva-Fragnière Raffaella Reggi | Petra Langrová Radka Zrubáková   | 6:4, 1:6, 6:3  |
| 11.02.  | Virginia Slims of Chicago Chicago, Vereinigte Staaten Tier II – 350.000 $ Teppich (Halle) – 28E/14D              | Martina Navratilova                       | Zina Garrison                    | 6:1, 6:2       |
| 11.02.  | Virginia Slims of Chicago Chicago, Vereinigte Staaten Tier II – 350.000 $ Teppich (Halle) – 28E/14D              | Gigi Fernández Jana Novotná               | Martina Navratilova Pam Shriver  | 6:2, 6:4       |
| 18.02.  | Virginia Slims of Oklahoma Oklahoma City, Vereinigte Staaten Tier IV – 150.000 $ Hartplatz (Halle) – 32E/32Q/16D | Jana Novotná                              | Anne Smith                       | 3:6, 6:3, 6:2  |
| 18.02.  | Virginia Slims of Oklahoma Oklahoma City, Vereinigte Staaten Tier IV – 150.000 $ Hartplatz (Halle) – 32E/32Q/16D | Meredith McGrath Anne Smith               | Katrina Adams Jill Hetherington  | 6:2, 6:4       |
| 25.02.  | Virginia Slims of Palm Springs Palm Springs, Vereinigte Staaten Tier II – 350.000 $ Hartplatz – 56E/32Q/28D      | Martina Navratilova                       | Monica Seles                     | 6:2, 7:66      |
| 25.02.  | Virginia Slims of Palm Springs Palm Springs, Vereinigte Staaten Tier II – 350.000 $ Hartplatz – 56E/32Q/28D      | abgesagt wegen Regen                      |                                  |                |

### März
| Datum 1 | Turnier | Siegerin                             | Finalgegnerin                        | Ergebnis      |
| ------- | --- | ------------------------------------ | ------------------------------------ | ------------- |
| 04.03.  | Virginia Slims of Florida Boca Raton, Vereinigte Staaten Tier I – 500.000 $ Hartplatz – 56E/32Q/28D             | Gabriela Sabatini                    | Steffi Graf                          | 6:4, 7:66     |
| 04.03.  | Virginia Slims of Florida Boca Raton, Vereinigte Staaten Tier I – 500.000 $ Hartplatz – 56E/32Q/28D             | Laryssa Sawtschenko Natallja Swerawa | Meredith McGrath Samantha Smith      | 6:4, 7:63     |
| 11.03.  | Lipton International Players Championships Miami, Vereinigte Staaten Tier I – 750.000 $ Hartplatz – 96E/64Q/48D | Monica Seles                         | Gabriela Sabatini                    | 6:3, 7:5      |
| 11.03.  | Lipton International Players Championships Miami, Vereinigte Staaten Tier I – 750.000 $ Hartplatz – 96E/64Q/48D | Mary Joe Fernández Zina Garrison     | Gigi Fernández Jana Novotná          | 7:5, 6:2      |
| 25.03.  | US Women’s Hardcourt Championships San Antonio, Vereinigte Staaten Tier III – 225.000 $ Hartplatz – 32E/32Q/16D | Steffi Graf                          | Monica Seles                         | 6:4, 6:3      |
| 25.03.  | US Women’s Hardcourt Championships San Antonio, Vereinigte Staaten Tier III – 225.000 $ Hartplatz – 32E/32Q/16D | Patty Fendick Monica Seles           | Jill Hetherington Kathy Rinaldi      | 7:62, 6:2     |
| 25.03.  | Light n’ Lively Doubles Tarpon Springs, Vereinigte Staaten 200.000 $ – Sandplatz – 8D                           | Gigi Fernández Helena Suková         | Laryssa Sawtschenko Natallja Swerawa | 4:6, 6:4, 7:6 |

### April
| Datum 1 | Turnier                                                                                                   | Siegerin                                    | Finalgegnerin                         | Ergebnis        |
| ------- | --- | ------------------------------------------- | ------------------------------------- | --------------- |
| 01.04.  | Family Magazine Cup Hilton Head Island, Vereinigte Staaten Tier I – 500.000 $ Sandplatz – 56E/32Q/28D     | Gabriela Sabatini                           | Leila Mes’chi                         | 6:1, 6:1        |
| 01.04.  | Family Magazine Cup Hilton Head Island, Vereinigte Staaten Tier I – 500.000 $ Sandplatz – 56E/32Q/28D     | Claudia Kohde-Kilsch Natallja Swerawa       | Mary-Lou Daniels Lise Gregory         | 6:4, 6:0        |
| 08.04.  | Suntory Japan Open Tokio, Japan Tier IV – 150.000 $ Hartplatz – 32E/32Q/16D                               | Lori McNeil                                 | Sabine Appelmans                      | 2:6, 6:2, 6:1   |
| 08.04.  | Suntory Japan Open Tokio, Japan Tier IV – 150.000 $ Hartplatz – 32E/32Q/16D                               | Amy Frazier Maya Kidowaki                   | Yone Kamio Akiko Kijimuta             | 6:2, 6:4        |
| 08.04.  | Bausch & Lomb Championships Amelia Island, Vereinigte Staaten Tier II – 350.000 $ Sandplatz – 56E/32Q/28D | Gabriela Sabatini                           | Steffi Graf                           | 7:5, 7:63       |
| 08.04.  | Bausch & Lomb Championships Amelia Island, Vereinigte Staaten Tier II – 350.000 $ Sandplatz – 56E/32Q/28D | Arantxa Sánchez Vicario Helena Suková       | Mercedes Paz Natallja Swerawa         | 4:6, 6:2, 6:2   |
| 15.04.  | Volvo Women’s Open Pattaya, Thailand Tier V – 75.000 $ Hartplatz – 32E/27Q/16D                            | Yayuk Basuki                                | Naoko Sawamatsu                       | 6:2, 6:2        |
| 15.04.  | Volvo Women’s Open Pattaya, Thailand Tier V – 75.000 $ Hartplatz – 32E/27Q/16D                            | Nana Miyagi Suzanna Anggarkusuma            | Rika Hiraki Akemi Nishiya             | 6:1, 6:4        |
| 15.04.  | Virginia Slims of Houston Houston, Vereinigte Staaten Tier II – 350.000 $ Sandplatz – 28E/32Q/16D         | Monica Seles                                | Mary Joe Fernández                    | 6:4, 6:3        |
| 15.04.  | Virginia Slims of Houston Houston, Vereinigte Staaten Tier II – 350.000 $ Sandplatz – 28E/32Q/16D         | Jill Hetherington Kathy Rinaldi             | Patty Fendick Mary Joe Fernández      | 6:1, 2:6, 6:1   |
| 22.04.  | International Championships of Spain Barcelona, Spanien Tier III – 225.000 $ Sandplatz – 56E/28Q          | Conchita Martínez                           | Manuela Maleewa-Fragnière             | 6:4, 6:1        |
| 22.04.  | International Championships of Spain Barcelona, Spanien Tier III – 225.000 $ Sandplatz – 56E/28Q          | Arantxa Sánchez Vicario Martina Navratilova | Nathalie Tauziat Judith Wiesner       | 6:1, 6:3        |
| 22.04.  | Croatian Lottery Cup - Bol Ladies Open Bol, Jugoslawien Tier V – 100.000 $ Sandplatz – 32E/30Q/16D        | Sandra Cecchini                             | Magdalena Maleewa                     | 6:4, 3:6, 7:5   |
| 22.04.  | Croatian Lottery Cup - Bol Ladies Open Bol, Jugoslawien Tier V – 100.000 $ Sandplatz – 32E/30Q/16D        | Laura Golarsa Magdalena Maleewa             | Sandra Cecchini Laura Garrone         | kampflos        |
| 29.04.  | Citizen Cup Hamburg, Deutschland Tier II – 350.000 $ Sandplatz – 56E/28D                                  | Steffi Graf                                 | Monica Seles                          | 7:5, 6:74, 6:;3 |
| 29.04.  | Citizen Cup Hamburg, Deutschland Tier II – 350.000 $ Sandplatz – 56E/28D                                  | Jana Novotná Laryssa Sawtschenko            | Arantxa Sánchez Vicario Helena Suková | 7:5, 6:1        |
| 30.04.  | Trofeo Ilva-Coppa Mantegazza Tarent, Italien Tier V – 100.000 $ Sandplatz – 32E/30Q/16D                   | Emanuela Zardo                              | Petra Ritter                          | 7:5, 6:2        |
| 30.04.  | Trofeo Ilva-Coppa Mantegazza Tarent, Italien Tier V – 100.000 $ Sandplatz – 32E/30Q/16D                   | Alexia Dechaume Florencia Labat             | Laura Golarsa Ann Grossman            | 6:2, 7:5        |

### Mai
| Datum 1 | Turnier                                                                                        | Sieger(in)                           | Finalgegner(in)                            | Ergebnis       |
| ------- | ---------------------------------------------------------------------------------------------- | ------------------------------------ | ------------------------------------------ | -------------- |
| 06.05.  | Peugeot Italian Open Rom, Italien Tier I – 500.000 $ Sandplatz – 56E/32Q/28D                   | Gabriela Sabatini                    | Monica Seles                               | 6:3, 6:2       |
| 06.05.  | Peugeot Italian Open Rom, Italien Tier I – 500.000 $ Sandplatz – 56E/32Q/28D                   | Jennifer Capriati Monica Seles       | Nicole Provis Elna Reinach                 | 7:5, 6:2       |
| 13.05.  | Lufthansa Cup - German Open Berlin, Deutschland Tier I – 500.000 $ Sandplatz – 56E/32Q/28D     | Steffi Graf                          | Arantxa Sánchez-Vicario                    | 6:3, 4:6, 7:66 |
| 13.05.  | Lufthansa Cup - German Open Berlin, Deutschland Tier I – 500.000 $ Sandplatz – 56E/32Q/28D     | Laryssa Sawtschenko Natallja Swerawa | Nicole Provis Elna Reinach                 | 6:3, 6:3       |
| 20.05.  | Internationaux de Strasbourg Straßburg, Frankreich Tier IV – 150.000 $ Sandplatz – 28E/32Q/16D | Radka Zrubáková                      | Rachel McQuillan                           | 7:63, 7:63     |
| 20.05.  | Internationaux de Strasbourg Straßburg, Frankreich Tier IV – 150.000 $ Sandplatz – 28E/32Q/16D | Lori McNeil Stephanie Rehe           | Manon Bollegraf Mercedes Paz               | 6:72, 6:4, 6:4 |
| 20.05.  | Geneva European Open Genf, Schweiz Tier IV – 150.000 $ Sandplatz – 28E/32Q/16D                 | Manuela Maleeva-Fragnière            | Helen Kelesi                               | 6:3, 3:6, 6:3  |
| 20.05.  | Geneva European Open Genf, Schweiz Tier IV – 150.000 $ Sandplatz – 28E/32Q/16D                 | Nicole Provis Elizabeth Smylie       | Cathy Caverzasio Manuela Maleeva-Fragnière | 6:1, 6:2       |
| 27.05.  | French Open Paris, Frankreich Grand Slam – 2.698.740 $ Sandplatz – 128E/64Q/64D/48M            | Monica Seles                         | Arantxa Sánchez-Vicario                    | 6:3, 6:4       |
| 27.05.  | French Open Paris, Frankreich Grand Slam – 2.698.740 $ Sandplatz – 128E/64Q/64D/48M            | Gigi Fernández Jana Novotná          | Laryssa Sawtschenko Natallja Swerawa       | 6:4, 6:0       |
| 27.05.  | French Open Paris, Frankreich Grand Slam – 2.698.740 $ Sandplatz – 128E/64Q/64D/48M            | Helena Suková Cyril Suk              | Caroline Vis Paul Haarhuis                 | 3:6, 6:4, 6:1  |

### Juni
| Datum 1 | Turnier                                                                                                  | Sieger(in)                           | Finalgegner(in)             | Ergebnis      |
| ------- | --- | ------------------------------------ | --------------------------- | ------------- |
| 10.06.  | The Dow Classic Birmingham, Großbritannien Tier IV – 150.000 $ Rasen – 56E/32Q/28D                       | Martina Navratilova                  | Natallja Swerawa            | 6:4, 7:66     |
| 10.06.  | The Dow Classic Birmingham, Großbritannien Tier IV – 150.000 $ Rasen – 56E/32Q/28D                       | Nicole Provis Elizabeth Smylie       | Sandy Collins Elna Reinach  | 6:3, 6:4      |
| 17.06.  | Pilkington Glass Ladies Championships Eastbourne, Großbritannien Tier II – 350.000 $ Rasen – 64E/32Q/32D | Martina Navratilova                  | Arantxa Sánchez Vicario     | 6:4, 6:4      |
| 17.06.  | Pilkington Glass Ladies Championships Eastbourne, Großbritannien Tier II – 350.000 $ Rasen – 64E/32Q/32D | Laryssa Sawtschenko Natallja Swerawa | Gigi Fernández Jana Novotná | 2:6, 6:4, 6:4 |
| 24.06.  | Wimbledon Championships London, Großbritannien Grand Slam – 2.728.856 $ Rasen – 128E/64Q/64D/64M         | Steffi Graf                          | Gabriela Sabatini           | 6:4, 3:6, 8:6 |
| 24.06.  | Wimbledon Championships London, Großbritannien Grand Slam – 2.728.856 $ Rasen – 128E/64Q/64D/64M         | Laryssa Sawtschenko Natallja Swerawa | Gigi Fernández Jana Novotná | 6:4, 3:6, 6:4 |
| 24.06.  | Wimbledon Championships London, Großbritannien Grand Slam – 2.728.856 $ Rasen – 128E/64Q/64D/64M         | Elizabeth Smylie John Fitzgerald     | Natallja Swerawa Jim Pugh   | 7:64, 6:2     |

### Juli
| Datum 1 | Turnier                                                                                                  | Siegerin                               | Finalgegnerin                     | Ergebnis       |
| ------- | --- | -------------------------------------- | --------------------------------- | -------------- |
| 08.07.  | Torneo Internazionale Femminile di Palermo Palermo, Italien Tier V – 75.000 $ Sandplatz – 32E/32Q/16D    | Mary Pierce                            | Sandra Cecchini                   | 6:0, 6:3       |
| 08.07.  | Torneo Internazionale Femminile di Palermo Palermo, Italien Tier V – 75.000 $ Sandplatz – 32E/32Q/16D    | Mary Pierce Petra Langrová             | Laura Garrone Mercedes Paz        | 6:3, 6:75, 6:3 |
| 15.07.  | Citroen Austrian Ladies Open Kitzbühel, Österreich Tier IV – 150.000 $ Sandplatz – 32E/30Q/16D           | Conchita Martínez                      | Judith Wiesner                    | 6:1, 2:6, 6:3  |
| 15.07.  | Citroen Austrian Ladies Open Kitzbühel, Österreich Tier IV – 150.000 $ Sandplatz – 32E/30Q/16D           | Bettina Fulco Nicole Jagerman          | Sandra Cecchini Patricia Tarabini | 7:5, 6:4       |
| 15.07.  | Volvo San Marino Open San Marino Tier V – 75.000 $ - Sandplatz – 32E/31Q/16D                             | Katia Piccolini                        | Silvia Farina                     | 6:2, 6:3       |
| 15.07.  | Volvo San Marino Open San Marino Tier V – 75.000 $ - Sandplatz – 32E/31Q/16D                             | Kerry-Anne Guse Akemi Nishiya          | Laura Garrone Mercedes Paz        | 6:0, 6:3       |
| 22.07.  | Westchester Ladies Cup Westchester County, Vereinigte Staaten Tier V – 100.000 $ Hartplatz – 32E/24Q/16D | Isabelle Demongeot                     | Lori McNeil                       | 6:4, 6:4       |
| 22.07.  | Westchester Ladies Cup Westchester County, Vereinigte Staaten Tier V – 100.000 $ Hartplatz – 32E/24Q/16D | Rosalyn Fairbank-Nideffer Lise Gregory | Katrina Adams Lori McNeil         | 7:5, 6:4       |
| 22.07.  | Federation Cup – Finale Nottingham, Großbritannien, Hartplatz                                            | Spanien                                | Vereinigte Staaten                | 2:1            |
| 29.07.  | Mazda Tennis Classic San Diego, Vereinigte Staaten Tier III – 225.000 $ Hartplatz – 28E/28Q/16D          | Jennifer Capriati                      | Monica Seles                      | 4:6, 6:1, 7:62 |
| 29.07.  | Mazda Tennis Classic San Diego, Vereinigte Staaten Tier III – 225.000 $ Hartplatz – 28E/28Q/16D          | Jill Hetherington Kathy Rinaldi        | Gigi Fernández Nathalie Tauziat   | 6:4, 3:6, 6:2  |

### August
| Datum 1 | Turnier | Sieger(in)                           | Finalgegner(in)                                | Ergebnis        |
| ------- | --- | ------------------------------------ | ---------------------------------------------- | --------------- |
| 05.08.  | Virginia Slims of Albuquerque Albuquerque, Vereinigte Staaten Tier IV – 150.000 $ Hartplatz – 32E/24Q/16D     | Gigi Fernández                       | Julie Halard                                   | 6:0, 6:2        |
| 05.08.  | Virginia Slims of Albuquerque Albuquerque, Vereinigte Staaten Tier IV – 150.000 $ Hartplatz – 32E/24Q/16D     | Katrina Adams Isabelle Demongeot     | Lise Gregory Peanut Louie-Harper               | 6:72, 6:4, 6:3  |
| 05.08.  | Canadian Open Toronto, Kanada Tier I – 500.000 $ Hartplatz – 56E/32Q/28D                                      | Jennifer Capriati                    | Katerina Maleewa                               | 6:2, 6:3        |
| 05.08.  | Canadian Open Toronto, Kanada Tier I – 500.000 $ Hartplatz – 56E/32Q/28D                                      | Laryssa Sawtschenko Natallja Swerawa | Claudia Kohde-Kilsch Helena Suková             | 1:6, 7:5, 6:2   |
| 12.08.  | Virginia Slims of Los Angeles Manhattan Beach, Vereinigte Staaten Tier II – 350.000 $ Hartplatz – 56E/32Q/28D | Monica Seles                         | Kimiko Date                                    | 6:3, 6:1        |
| 12.08.  | Virginia Slims of Los Angeles Manhattan Beach, Vereinigte Staaten Tier II – 350.000 $ Hartplatz – 56E/32Q/28D | Laryssa Sawtschenko Natallja Swerawa | Gretchen Magers Robin White                    | 6:1, 2:6, 6:2   |
| 19.08.  | OTB International Open Schenectady, Vereinigte Staaten Tier V – 100.000 $ Hartplatz – 32E/32Q/16D             | Brenda Schultz                       | Alexia Dechaume                                | 7:65, 6:2       |
| 19.08.  | OTB International Open Schenectady, Vereinigte Staaten Tier V – 100.000 $ Hartplatz – 32E/32Q/16D             | Rachel McQuillan Claudia Porwik      | Nicole Arendt Shannan McCarthy                 | 6:2, 6:4        |
| 19.08.  | Virginia Slims of Washington Washington, Vereinigte Staaten Tier II – 350.000 $ Hartplatz – 28E/16D           | Arantxa Sánchez Vicario              | Katerina Maleewa                               | 6:2, 7:5        |
| 19.08.  | Virginia Slims of Washington Washington, Vereinigte Staaten Tier II – 350.000 $ Hartplatz – 28E/16D           | Jana Novotná Laryssa Sawtschenko     | Gigi Fernández Natallja Swerawa                | 5:7, 6:1, 7:610 |
| 26.08.  | US Open New York, Vereinigte Staaten Grand Slam – 2.700.000 $ Hartplatz – 128E/64Q/64D/32M                    | Monica Seles                         | Martina Navratilova                            | 7:61, 6:1       |
| 26.08.  | US Open New York, Vereinigte Staaten Grand Slam – 2.700.000 $ Hartplatz – 128E/64Q/64D/32M                    | Pam Shriver Natallja Swerawa         | Jana Novotná Laryssa Sawtschenko               | 6:4, 4:6, 7:65  |
| 26.08.  | US Open New York, Vereinigte Staaten Grand Slam – 2.700.000 $ Hartplatz – 128E/64Q/64D/32M                    | Manon Bollegraf Tom Nijssen          | Arantxa Sánchez Vicario Emilio Sánchez Vicario | 6:2, 7:62       |

### September
| Datum 1 | Turnier                                                                                                   | Siegerin                             | Finalgegnerin                        | Ergebnis           |
| ------- | --- | ------------------------------------ | ------------------------------------ | ------------------ |
| 16.09.  | Open Clarins Paris, Frankreich Tier IV – 150.000 $ Sandplatz – 32E/32Q/16D                                | Conchita Martínez                    | Inés Gorrochategui                   | 6:0, 6:3           |
| 16.09.  | Open Clarins Paris, Frankreich Tier IV – 150.000 $ Sandplatz – 32E/32Q/16D                                | Petra Langrová Radka Zrubáková       | Alexia Dechaume Julie Halard         | 6:4, 6:4           |
| 16.09.  | Nichirei International Championships Tokio, Japan Tier II – 350.000 $ Hartplatz – 28E/14Q/16D             | Monica Seles                         | Mary Joe Fernández                   | 6:1, 6:1           |
| 16.09.  | Nichirei International Championships Tokio, Japan Tier II – 350.000 $ Hartplatz – 28E/14Q/16D             | Mary Joe Fernández Pam Shriver       | Carrie Cunningham Laura Gildemeister | 6:3, 6:3           |
| 23.09.  | Open Whirlpool - Ville de Bayonne Bayonne, Frankreich Tier IV – 150.000 $ Teppich (Halle) – 32E/26Q/16D   | Manuela Maleeva-Fragniere            | Leila Mes’chi                        | 4:6, 6:3, 6:4      |
| 23.09.  | Open Whirlpool - Ville de Bayonne Bayonne, Frankreich Tier IV – 150.000 $ Teppich (Halle) – 32E/26Q/16D   | Patricia Tarabini Nathalie Tauziat   | Rachel McQuillan Catherine Tanvier   | 6:3, 30:40 Aufgabe |
| 23.09.  | St. Petersburg Ladies Open Sankt Petersburg, Sowjetunion Tier V – 100.000 $ Teppich (Halle) – 32E/32Q/16D | Laryssa Sawtschenko                  | Barbara Rittner                      | 3:6, 6:3, 6:4      |
| 23.09.  | St. Petersburg Ladies Open Sankt Petersburg, Sowjetunion Tier V – 100.000 $ Teppich (Halle) – 32E/32Q/16D | Olena Brjuchowez Natalija Medwedjewa | Isabelle Demongeot Jo Durie          | 7:5, 6:3           |
| 30.09.  | Volkswagen Cup Leipzig, Deutschland Tier III – 225.000 $ Teppich (Halle) – 28E/30Q/16D                    | Steffi Graf                          | Jana Novotná                         | 6:3, 6:3           |
| 30.09.  | Volkswagen Cup Leipzig, Deutschland Tier III – 225.000 $ Teppich (Halle) – 28E/30Q/16D                    | Manon Bollegraf Isabelle Demongeot   | Jill Hetherington Kathy Rinaldi      | 6:4, 6:3           |
| 30.09.  | Milano Ladies Indoor Mailand, Italien Tier III – 225.000 $ Teppich (Halle) – 28E/25Q/16D                  | Monica Seles                         | Martina Navratilova                  | 6:3, 3:6, 6:4      |
| 30.09.  | Milano Ladies Indoor Mailand, Italien Tier III – 225.000 $ Teppich (Halle) – 28E/25Q/16D                  | Sandy Collins Lori McNeil            | Sabine Appelmans Raffaella Reggi     | 7:60, 6:3          |

### Oktober
| Datum 1 | Turnier                                                                                                  | Siegerin                            | Finalgegnerin                     | Ergebnis      |
| ------- | --- | ----------------------------------- | --------------------------------- | ------------- |
| 07.10.  | European Indoors Zurich Zürich, Schweiz Tier II – 350.000 $ Teppich (Halle) – 32E/32Q/16D                | Steffi Graf                         | Nathalie Tauziat                  | 6:4, 6:4      |
| 07.10.  | European Indoors Zurich Zürich, Schweiz Tier II – 350.000 $ Teppich (Halle) – 32E/32Q/16D                | Jana Novotná Andrea Strnadová       | Zina Garrison Lori McNeil         | 6:4, 6:3      |
| 14.10.  | Porsche Tennis Grand Prix Filderstadt, Deutschland Tier II – 350.000 $ Teppich (Halle) – 32E/32Q/16D     | Anke Huber                          | Martina Navratilova               | 2:6, 6:2, 7:6 |
| 14.10.  | Porsche Tennis Grand Prix Filderstadt, Deutschland Tier II – 350.000 $ Teppich (Halle) – 32E/32Q/16D     | Martina Navratilova Jana Novotná    | Pam Shriver Natallja Swerawa      | 6:2, 5:7, 6:4 |
| 21.10.  | Puerto Rican Ladies Open Championships San Juan, Puerto Rico Tier IV – 150.000 $ Hartplatz – 32E/32Q/16D | Julie Halard                        | Amanda Coetzer                    | 7:5, 7:5      |
| 21.10.  | Puerto Rican Ladies Open Championships San Juan, Puerto Rico Tier IV – 150.000 $ Hartplatz – 32E/32Q/16D | Rika Hiraki Florencia Labat         | Sabine Appelmans Camille Benjamin | 6:3, 6:3      |
| 22.10.  | Midland Bank Championships Brighton, Großbritannien Tier II – 350.000 $ Teppich (Halle) – 32E/32Q/16D    | Steffi Graf                         | Zina Garrison                     | 5:7, 6:4, 6:1 |
| 22.10.  | Midland Bank Championships Brighton, Großbritannien Tier II – 350.000 $ Teppich (Halle) – 32E/32Q/16D    | Pam Shriver Natallja Swerawa        | Zina Garrison Lori McNeil         | 6:1, 6:2      |
| 28.10.  | Arizona Classic Scottsdale, Vereinigte Staaten Tier IV – 150.000 $ Hartplatz – 32E/32Q/16D               | Sabine Appelmans                    | Chanda Rubin                      | 7:5, 6:1      |
| 28.10.  | Arizona Classic Scottsdale, Vereinigte Staaten Tier IV – 150.000 $ Hartplatz – 32E/32Q/16D               | Peanut Louie-Harper Cammy MacGregor | Sandy Collins Elna Reinach        | 7:5, 3:6, 6:3 |

### November
| Datum 1 | Turnier | Siegerin                         | Finalgegnerin                    | Ergebnis           |
| ------- | --- | -------------------------------- | -------------------------------- | ------------------ |
| 04.11.  | Virginia Slims of Nashville Brentwood, Vereinigte Staaten Tier IV – 150.000 $ Hartplatz (Halle) – 32E/32Q/16D | Sabine Appelmans                 | Katrina Adams                    | 6:2, 6:4           |
| 04.11.  | Virginia Slims of Nashville Brentwood, Vereinigte Staaten Tier IV – 150.000 $ Hartplatz (Halle) – 32E/32Q/16D | Sandy Collins Elna Reinach       | Yayuk Basuki Caroline Vis        | 5:7, 6:4, 7:67     |
| 04.11.  | Virginia Slims of California Oakland, Vereinigte Staaten Tier II – 350.000 $ Teppich (Halle) – 28E/16D        | Martina Navratilova              | Monica Seles                     | 6:3, 3:6, 6:3      |
| 04.11.  | Virginia Slims of California Oakland, Vereinigte Staaten Tier II – 350.000 $ Teppich (Halle) – 28E/16D        | Patty Fendick Gigi Fernández     | Martina Navratilova Pam Shriver  | 6:4, 7:5           |
| 11.11.  | Jell-o Tennis Classic Indianapolis, Vereinigte Staaten Tier IV – 150.000 $ Hartplatz (Halle) – 32E/32Q/16D    | Katerina Maleewa                 | Audra Keller                     | 7:6, 6:2           |
| 11.11.  | Jell-o Tennis Classic Indianapolis, Vereinigte Staaten Tier IV – 150.000 $ Hartplatz (Halle) – 32E/32Q/16D    | Patty Fendick Gigi Fernández     | Katrina Adams Mercedes Paz       | 6:4, 6:2           |
| 11.11.  | Virginia Slims of Philadelphia Philadelphia, Vereinigte Staaten Tier II – 350.000 $ Teppich (Halle) – 28E/16D | Monica Seles                     | Jennifer Capriati                | 7:5, 6:1           |
| 11.11.  | Virginia Slims of Philadelphia Philadelphia, Vereinigte Staaten Tier II – 350.000 $ Teppich (Halle) – 28E/16D | Jana Novotná Laryssa Sawtschenko | Mary Joe Fernández Zina Garrison | 6:2, 6:4           |
| 18.11.  | WTA Championships New York, Vereinigte Staaten Masters – 3.000.000 $ Teppich (Halle) – 16E/8D                 | Monica Seles                     | Martina Navratilova              | 6:4, 3:6, 7:5, 6:0 |
| 18.11.  | WTA Championships New York, Vereinigte Staaten Masters – 3.000.000 $ Teppich (Halle) – 16E/8D                 | Martina Navratilova Pam Shriver  | Gigi Fernández Jana Novotná      | 4:6, 7:5, 6:4      |

### Dezember
| Datum 1 | Turnier                                                                    | Sieger(in)                      | Finalgegner(in)             | Ergebnis |
| ------- | -------------------------------------------------------------------------- | ------------------------------- | --------------------------- | -------- |
| 02.12.  | Nivea Cup São Paulo, Brasilien Tier V – 75.000 $ - Sandplatz – 32E/32Q/16D | Sabine Hack                     | Veronika Martinek           | 6:3, 7:5 |
| 02.12.  | Nivea Cup São Paulo, Brasilien Tier V – 75.000 $ - Sandplatz – 32E/32Q/16D | Inés Gorrochategui Mercedes Paz | Renata Baranski Laura Glitz | 6:2, 6:2 |